# Eschaton (album)
 (juillet 2018).
Si vous disposez d'ouvrages ou d'articles de référence ou si vous connaissez des sites web de qualité traitant du thème abordé ici, merci de compléter l'article en donnant les références utiles à sa vérifiabilité et en les liant à la section « Notes et références ».
Albums de Anaal Nathrakh
Domine Non Es Dignus
(2004) Hell Is Empty and All the Devils Are Here
(2007)
Eschaton est le troisième album du groupe de black metal anglais Anaal Nathrakh, sorti le 16 octobre 2006 sous le label Season of Mist.

## Liste des titres
1. Bellum Omnium Contra Omnes - 03:16
2. Between Shit And Piss We Are Born - 03:54
3. Timewave Zero - 03:01
4. The Destroying Angel - 03:11
5. Waiting For The Barbarians - 04:46
6. The Yellow King - 04:54
7. When The Lion Devours Both Dragon And Child - 04:57
8. The Necrogeddon - 04:11
9. Regression To The Mean - 03:12